# Primul Contact (film)
Primul Contact (titlu original: Arrival) este un film american din 2016 regizat de Denis Villeneuve. Rolurile principale au fost interpretate de actorii Amy Adams, Jeremy Renner. Scenariul este scris de Eric Heisserer, ca o adaptare a povestirii Povestea vieții tale (Story of Your Life) de Ted Chiang.

## Povestirea
În povestirea Povestea vieții tale (Story of Your Life), Dr. Louise Banks este înrolată într-un proiect militar de stabilire a comunicării cu o rasă de extratereștri sferici, simetrici, care au contactat omenirea. Limbajul lor este despărțit în două ramuri, unul vorbit și unul scris, cel de-al doilea având o structură atât de complexă, încât nicio parte a lui nu poate fi îndepărtată fără a schimba înțelesul întregii propoziții. Cel care folosește acest limbaj trebuie să știe de la început cum se va termina propoziția, lucru explicat în carte prin abordarea timpului minim în cadrul teoremei lui Fermat. Înțelegerea sistemului scris al extratereștrilor afectează percepția Louisei asupra timpului, sugerând existența unui univers determinist în care se exercită liberul arbitru, dar fără a afecta evenimentele ulterioare.

## Distribuție
- Amy Adams - Dr. Louise Banks, lingvistă.
- Jeremy Renner - Ian Donnelly, matematician.
- Forest Whitaker - Colonel Weber, colonel al armatei americane.
- Michael Stuhlbarg - Agent Halpern
- Tzi Ma - General Shang
- Mark O'Brien - Capitan Marks

## Producție
Filmările au început în iunie 2015. Cheltuielile de producție s-au ridicat la 50 milioane $.